# Barbus salessei
 Barbus salessei és una espècie de peix cipriniforme de la família dels ciprínids.

## Morfologia
Els mascles poden assolir els 4,7 cm de longitud total.

## Distribució geogràfica
Es troba a Guinea i a Guinea Bissau.